# 來迎寺站
來迎寺站（日语：／ Raikōji eki */?）是東日本旅客鐵道（JR東日本）信越本線的鐵路車站，位於日本新潟縣長岡市來迎寺。

## 歷史
- 1898年（明治31年）12月27日：開業。
- 1907年（明治40年）7月1日：成為鐵道省的一個車站。
- 1979年（昭和54年）11月1日：新站舍建成。
- 1987年（昭和62年）4月1日：國鐵分割民營化，成為東日本旅客鐵道的一個車站。
- 2016年（平成28年）2月3日：新站舍建成。

## 車站結構
側式月台2面2線的地面車站，並設有自動售票機和驗票閘門。

### 月台配置
| 月台 | 路線      | 方向 | 目的地           |
| ---- | --------- | ---- | ---------------- |
| 1    | ■信越本線 | 上行 | 柏崎、直江津方向 |
| 2    | ■信越本線 | 下行 | 長岡、新潟方向   |

## 车站周边
- 長岡市立越路中學
- 長岡市越路體育館
- 來迎寺郵政局
- 北越銀行來迎寺支店

## 相鄰車站
東日本旅客鐵道（JR東日本）
■信越本線
■普通
越後岩塚－來迎寺－前川